# 圣桑福里安堂 (图尔)

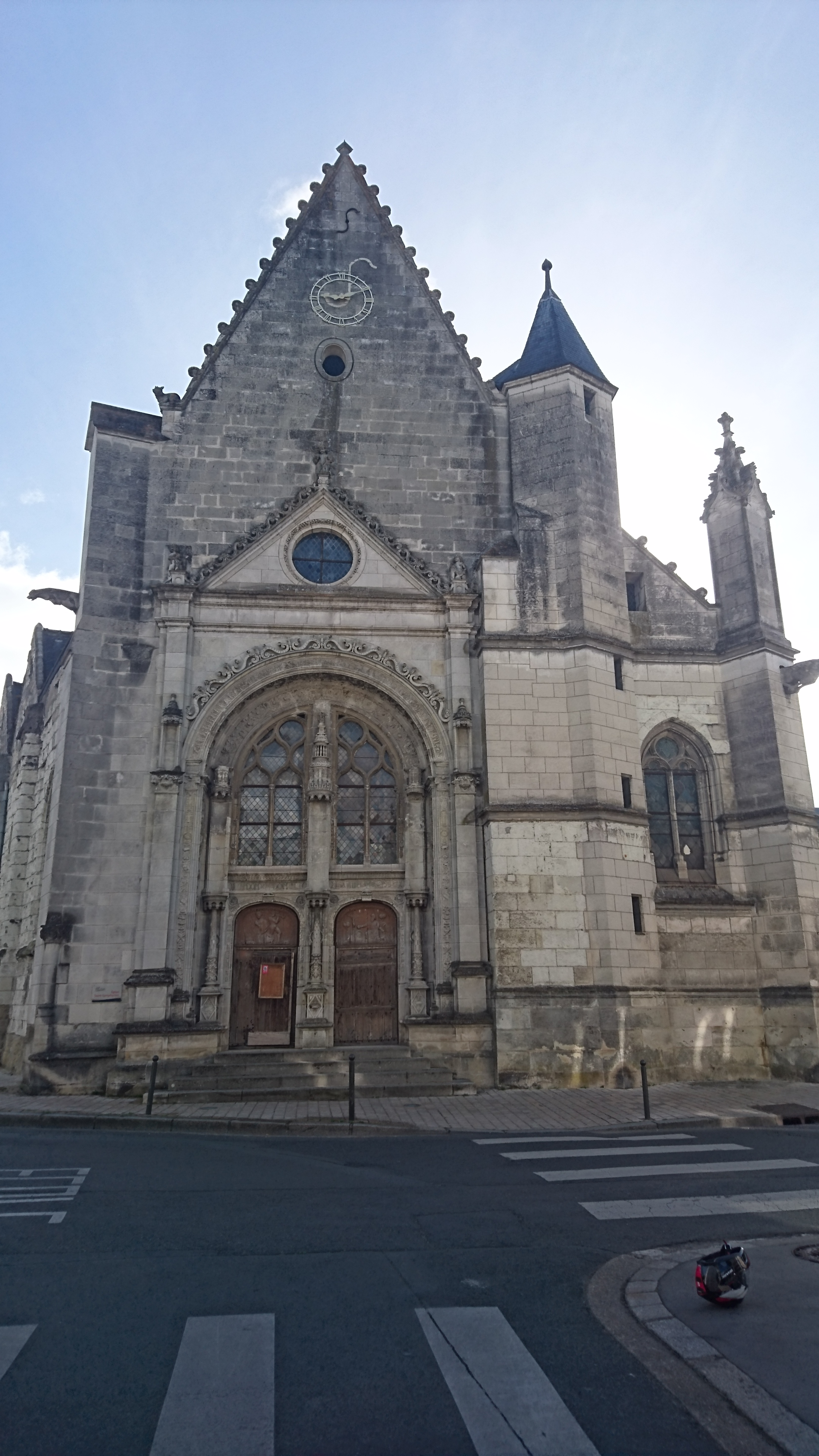
圣桑福里安堂

圣桑福里安堂（法語：Église Saint-Symphorien）是法国图尔的一座历史建筑，罗马天主教教堂，在卢瓦尔河的北岸。在18世纪以前，该堂长期属于马尔穆捷修道院。该堂于1921年列为法国历史古迹。

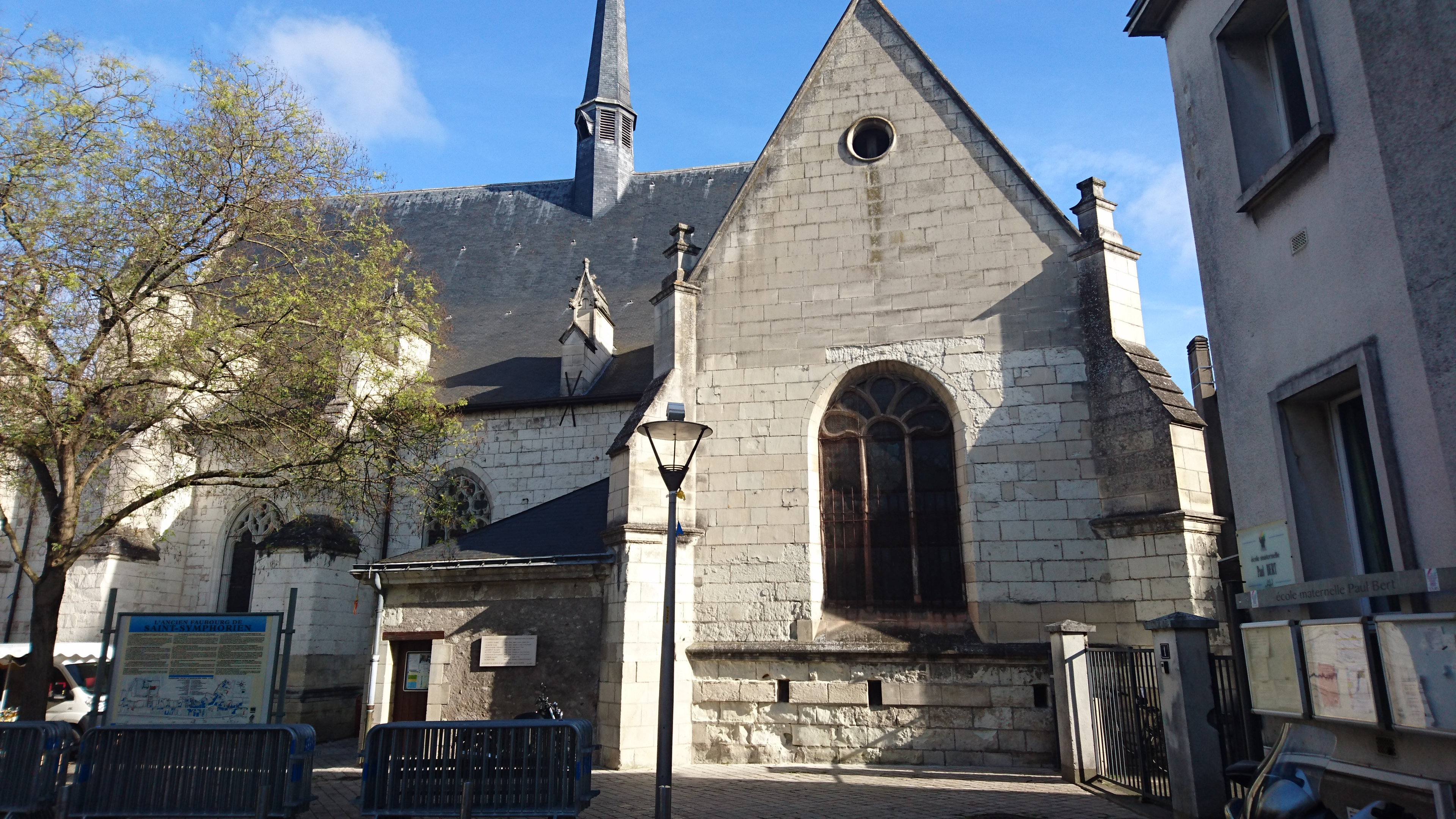
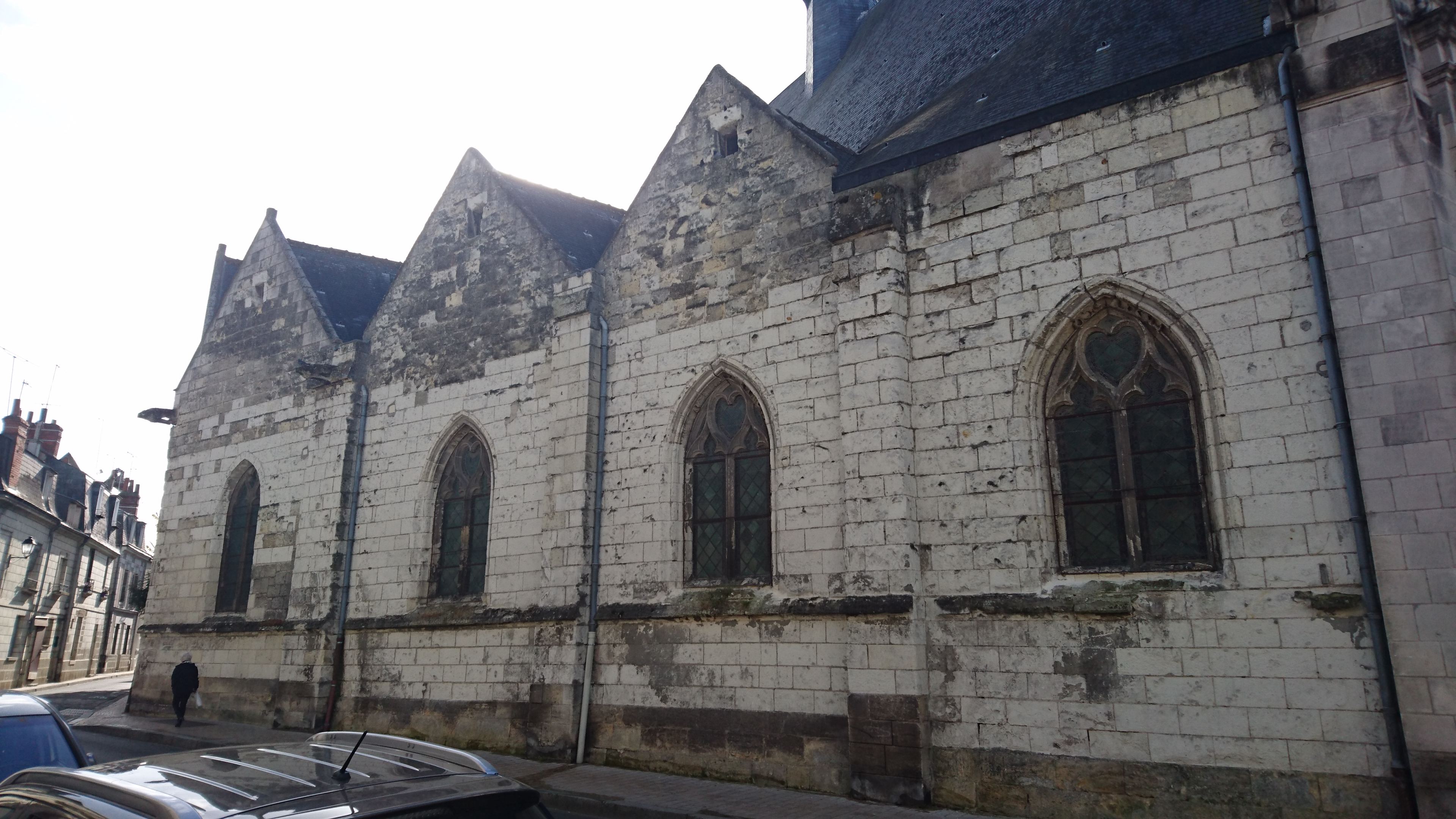
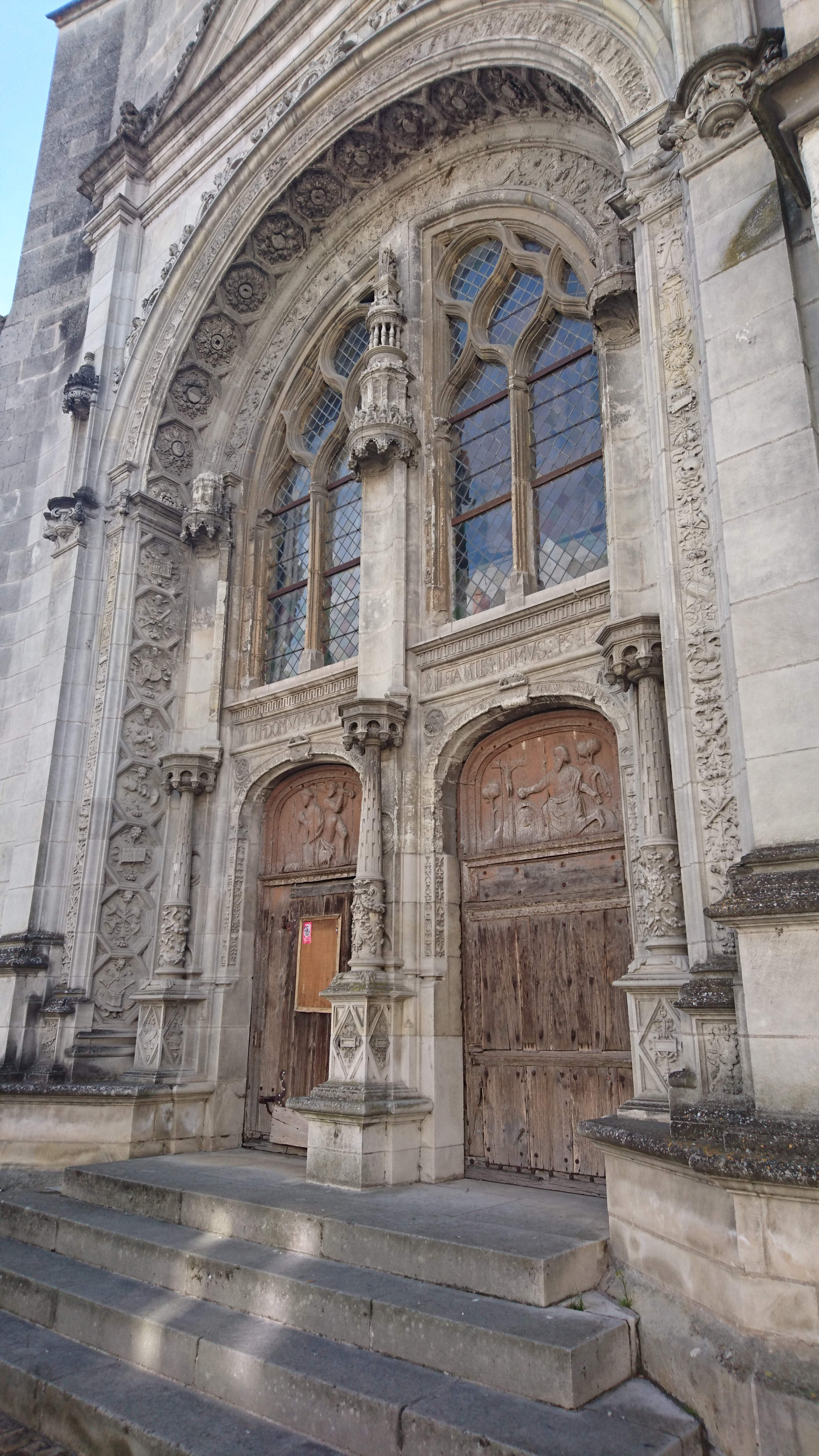
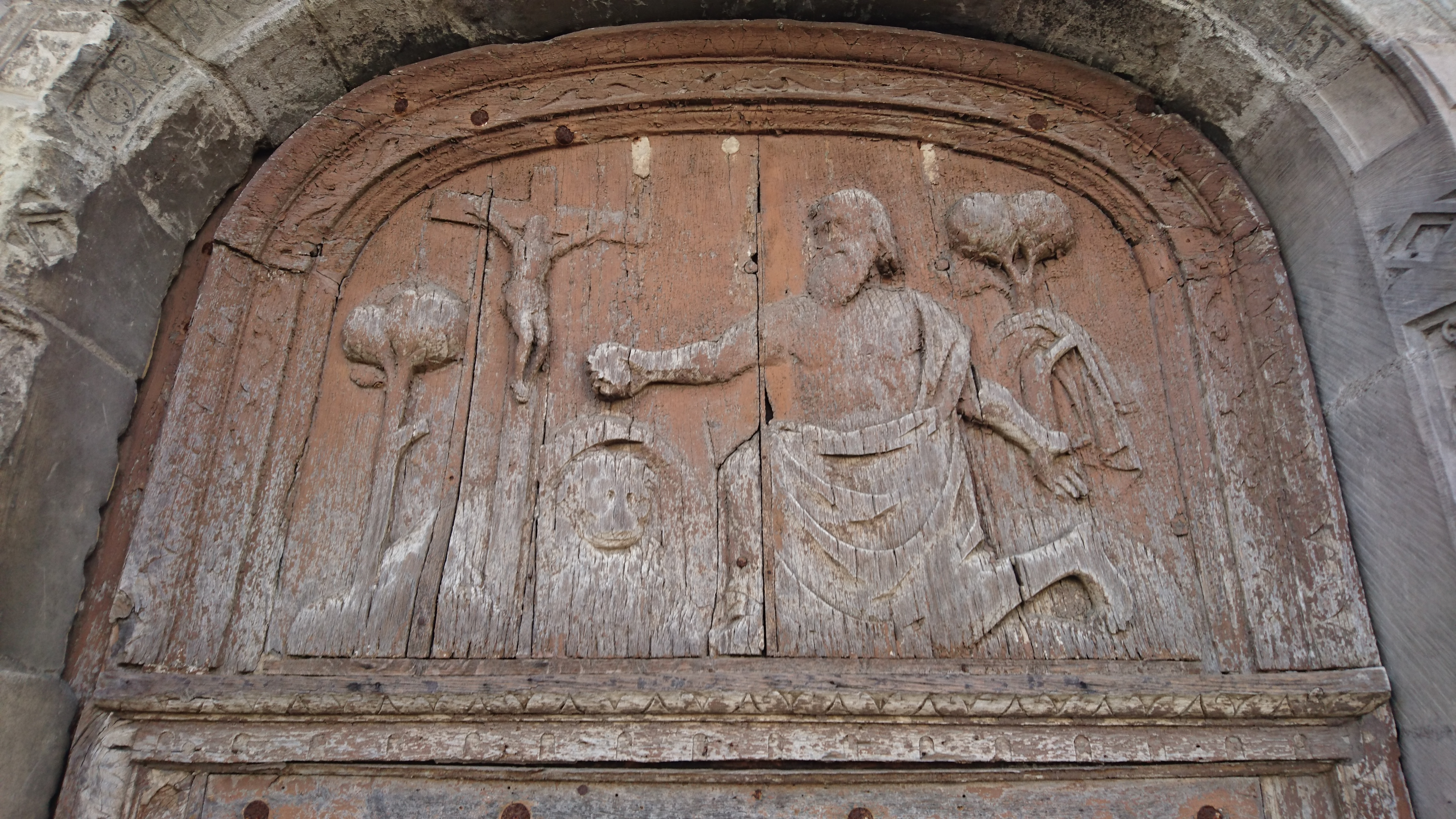
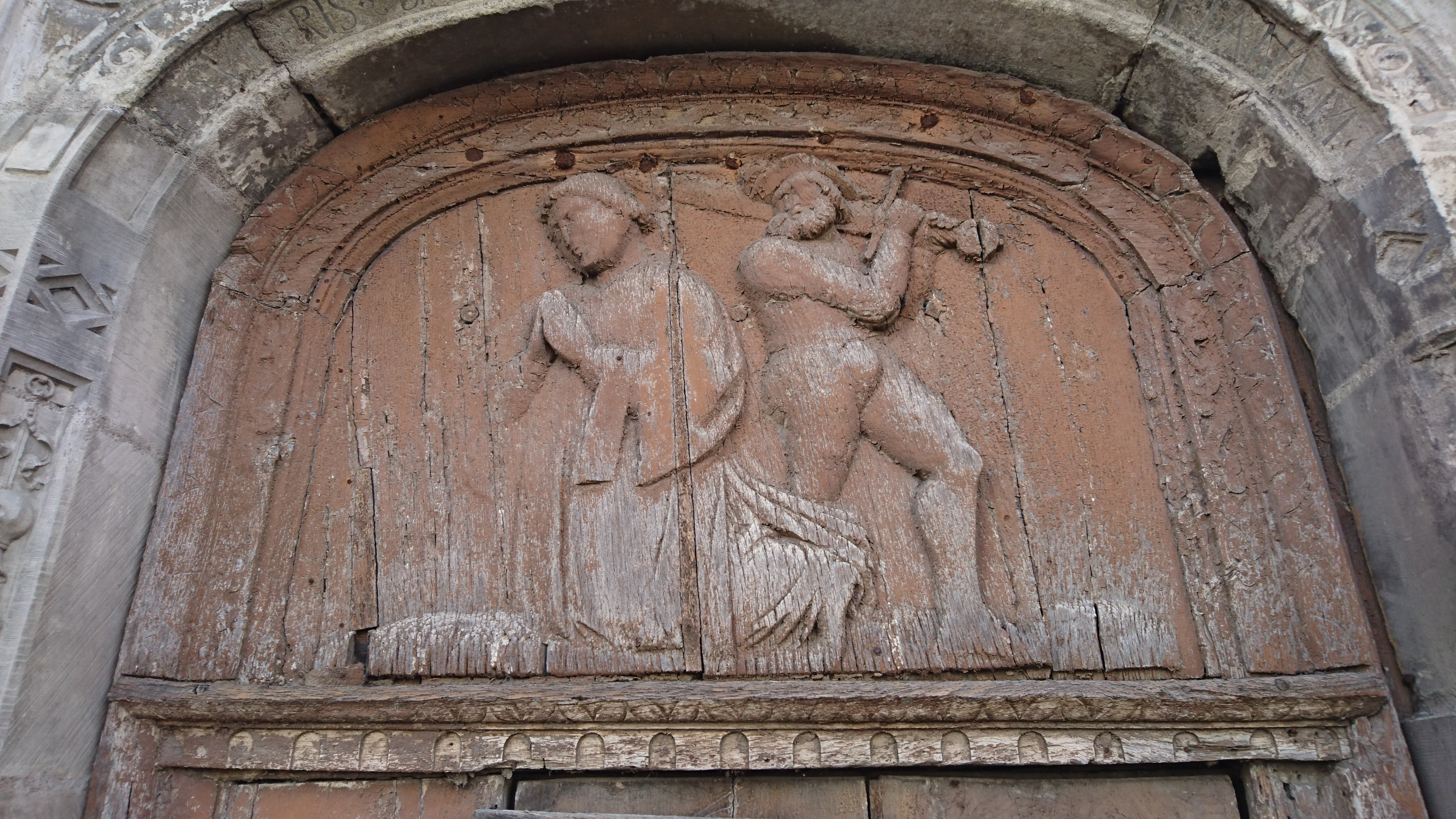